# Conrad Stein
Conrad Stein (auch Konrad Stein; * 26. März 1892 in Aschaffenburg; † 15. November 1960 ebenda) war ein deutscher Ringer.

## Biografie
Stein nahm an den Olympischen Sommerspielen 1912 in Stockholm teil. In der Federgewichtsklasse im griechisch-römischen Stil verlor er jedoch seine ersten beiden Kämpfe und schied somit vorzeitig aus.